# Neuengamme
Neuengamme var ett nazistiskt koncentrationsläger, beläget utanför Hamburg i Tyskland. Neuengamme var ursprungligen ett underläger till Sachsenhausen. Över 100 000 personer från hela Europa var internerade i Neuengamme och dess 86 underläger under andra världskriget. Av dessa dog cirka 42 900 personer. Cirka 400 personer avled av en tyfusepidemi vintern 1941–1942.
En del fångar räddades till Sverige med de Vita bussarna mars–juni 1945.
Den 3 maj 1945 klockan 14.30 intog brittiska soldater lägret och alla som var kvar i livet släpptes fria.

## Neuengammerättegången
Mellan den 18 mars och den 13 maj 1946 ställdes lägerkommendanten Max Pauly och tretton andra ur personalen inför rätta. Elva dödsdomar avkunnades.
- Dödsstraff: Max Pauly, Bruno Kitt, Anton Thumann, Johann Reese, Wilhelm Warnke, Alfred Trzebinski, Heinrich Ruge, Wilhelm Bahr, Andreas Brems, Wilhelm Dreimann och Adolf Speck
- 20 års fängelse: Karl Totzauer
- 15 års fängelse: Karl Wiedemann
- 10 års fängelse: Walter Kummel